# Nuoto ai campionati europei di nuoto 2022 - 100 metri stile libero femminili
La gara dei 100 metri stile libero femminili dei campionati europei di nuoto 2022 si è svolta l'11 e il 12 agosto 2022. Al mattino dell'11 agosto si sono svolte le batterie e nel pomeriggio le semifinali, mentre la finale si è disputata nel pomeriggio del 12 agosto.

## Podio
| Pos.    | Atleta             | Nazione       |
| ------- | ------------------ | ------------- |
| Oro     | Marrit Steenbergen | Paesi Bassi   |
| Argento | Charlotte Bonnet   | Francia       |
| Bronzo  | Freya Anderson     | Gran Bretagna |

## Record
Prima della manifestazione il record del mondo (RM), il record europeo (EU) e il record dei campionati (RC) erano i seguenti.
|  | 51"71 | Sarah Sjöström | 23 luglio 2017 Budapest |
|  | 51"71 | Sarah Sjöström | 23 luglio 2017 Budapest |
|  | 52.67 | Sarah Sjöström | 20 agosto 2014 Berlino  |

Durante la competizione non sono stati migliorati record.

## Risultati

### Batterie
| Pos. | Batteria | Corsia | Atleta                      | Nazionalità   | Tempo       | Note  |
| ---- | -------- | ------ | --------------------------- | ------------- | ----------- | ----- |
| 1    | 2        | 4      | Charlotte Bonnet            | Francia       | 53"92       | Q     |
| 2    | 4        | 4      | Marrit Steenbergen          | Paesi Bassi   | 54"22       | Q     |
| 3    | 2        | 5      | Janja Šegel                 | Slovenia      | 54"40       | Q     |
| 4    | 2        | 3      | Silvia Di Pietro            | Italia        | 54"54       | Q     |
| 5    | 3        | 5      | Beryl Gastaldello           | Francia       | 54"64       | Q     |
| 6    | 3        | 4      | Freya Anderson              | Gran Bretagna | 54"73       | Q     |
| 7    | 3        | 6      | Chiara Tarantino            | Italia        | 54"94       | Q     |
| 8    | 2        | 6      | Maria Ugolkova              | Svizzera      | 55"09       | Q     |
| 9    | 2        | 2      | Valentine Dumont            | Belgio        | 55"18       | Q     |
| 10   | 4        | 7      | Sofia Morini                | Italia        | 55"21       |       |
| 11   | 3        | 2      | Costanza Cocconcelli        | Italia        | 55"25       |       |
| 12   | 4        | 5      | Lucy Hope                   | Gran Bretagna | 55"57       | Q     |
| 13   | 4        | 6      | Nikolett Pádár              | Ungheria      | 55"66       | Q DSQ |
| 14   | 4        | 3      | Lidón Muñoz                 | Spagna        | 55"69       | Q     |
| 15   | 2        | 1      | Sofia Åstedt                | Svezia        | 55"76       | Q     |
| 16   | 3        | 8      | Tjaša Pintar                | Slovenia      | 55"84       | Q     |
| 17   | 2        | 0      | Sara Junevik                | Svezia        | 55"87       | Q     |
| 18   | 2        | 8      | Lena Kreundl                | Austria       | 55"94       | Q     |
| 19   | 3        | 1      | Roos Vanotterdijk           | Belgio        | 55"95       | Q     |
| 20   | 3        | 3      | Tessa Giele                 | Paesi Bassi   | 55"96       |       |
| 21   | 3        | 7      | Nina Stanisavljević         | Serbia        | 56"20       |       |
| 22   | 4        | 8      | Victoria Catterson          | Irlanda       | 56"39       |       |
| 22   | 4        | 2      | Danielle Hill               | Irlanda       | 56"39       |       |
| 24   | 3        | 0      | Ainhoa Campabadal           | Spagna        | 56"43       |       |
| 25   | 3        | 9      | Ieva Maļuka                 | Lettonia      | 56"48       |       |
| 26   | 4        | 9      | Elisabeth Sabroe Ebbesen    | Danimarca     | 56"53       |       |
| 27   | 4        | 1      | Daria Golovati              | Israele       | 56"71       |       |
| 28   | 1        | 5      | Jóhanna Elín Guðmundsdóttir | Islanda       | 56"79       |       |
| 29   | 2        | 9      | Snæfríður Jórunnardóttir    | Islanda       | 56"81       |       |
| 30   | 1        | 4      | Anna Hadjiloizou            | Cipro         | 56"86       |       |
| 31   | 1        | 6      | Karyna Snitko               | Ucraina       | 57"13       |       |
| 32   | 1        | 3      | Monique Olivier             | Lussemburgo   | 57"84       |       |
| 33   | 1        | 7      | Ani Poghosyan               | Armenia       | 58"58       |       |
| 34   | 1        | 8      | Mariam Sheikhalizadeh       | Azerbaigian   | 59"67       |       |
| 34   | 1        | 2      | Alisa Vestergård            | Fær Øer       | 59"67       |       |
| 36   | 1        | 1      | Hana Beiqi                  | Kosovo        | 1'03"06     |       |
| DNS  | 4        | 0      | Aleksa Gold                 | Estonia       | Non partita |       |
| DNS  | 2        | 7      | Isabella Hindley            | Gran Bretagna | Non partita |       |

### Semifinali

#### Semifinale 1
| Pos. | Corsia | Atleta             | Nazionalità   | Tempo | Note |
| ---- | ------ | ------------------ | ------------- | ----- | ---- |
| 1    | 4      | Marrit Steenbergen | Paesi Bassi   | 53"80 | Q    |
| 2    | 5      | Silvia Di Pietro   | Italia        | 54"13 | Q    |
| 3    | 3      | Freya Anderson     | Gran Bretagna | 54"33 | Q    |
| 4    | 6      | Maria Ugolkova     | Svizzera      | 54"79 | Q    |
| 5    | 2      | Lucy Hope          | Gran Bretagna | 55"15 |      |
| 6    | 8      | Roos Vanotterdijk  | Belgio        | 55"68 |      |
| 7    | 7      | Sofia Åstedt       | Svezia        | 55"79 |      |
| 7    | 1      | Sara Junevik       | Svezia        | 55"79 |      |

#### Semifinale 2
| Pos. | Corsia | Atleta            | Nazionalità | Tempo | Note |
| ---- | ------ | ----------------- | ----------- | ----- | ---- |
| 1    | 4      | Charlotte Bonnet  | Francia     | 53"56 | Q    |
| 2    | 3      | Beryl Gastaldello | Francia     | 54"36 | Q    |
| 3    | 6      | Chiara Tarantino  | Italia      | 54"40 | Q    |
| 4    | 5      | Janja Šegel       | Slovenia    | 54"57 | Q    |
| 5    | 2      | Valentine Dumont  | Belgio      | 55"24 |      |
| 6    | 1      | Tjaša Pintar      | Slovenia    | 55"58 |      |
| 7    | 8      | Lena Kreundl      | Austria     | 55"65 |      |
| 8    | 7      | Lidón Muñoz       | Spagna      | 55"81 |      |

### Finale
| Pos. | Corsia | Atleta             | Nazionalità   | Tempo | Note |
| ---- | ------ | ------------------ | ------------- | ----- | ---- |
|      | 5      | Marrit Steenbergen | Paesi Bassi   | 53"24 |      |
|      | 4      | Charlotte Bonnet   | Francia       | 53"62 |      |
|      | 6      | Freya Anderson     | Gran Bretagna | 53"63 |      |
| 4    | 7      | Chiara Tarantino   | Italia        | 54"13 |      |
| 5    | 3      | Silvia Di Pietro   | Italia        | 54"18 |      |
| 6    | 1      | Janja Šegel        | Slovenia      | 54"48 |      |
| 7    | 2      | Beryl Gastaldello  | Francia       | 54"83 |      |
| 8    | 8      | Maria Ugolkova     | Svizzera      | 54"92 |      |